# José Catieau
José Catieau (Coutiches, 17 luglio 1946 – San Quintino, 30 novembre 2023) è stato un ciclista su strada francese, professionista dal 1969 al 1975.

## Biografia
Si impose in una tappa del Tour de France 1973, sul traguardo belga di Sint-Niklaas; in quella stessa edizione indossò per quattro giorni la maglia gialla di leader della classifica generale. Fu convocato in Nazionale per i campionati del mondo 1969 a Zolder.

## Palmarès

### Strada
- 1968 (Pelforth, due vittorie)

Grand Prix d'Antibes
2ª tappa, 2ª semitappa Tour de l'Oise
- 1969 (Sonolor, una vittoria)

Grand Prix d'Aix-en-Provence
- 1970 (Sonolor, una vittoria)

Tour de l'Hérault
- 1971 (Sonolor, una vittoria)

7ª tappa Volta a Portugal
- 1972 (Sonolor, due vittorie)

Parigi-Camembert
3ª tappa Grand Prix du Midi Libre
- 1973 (Bic, una vittoria)

1ª tappa, 2ª semitappa Tour de France (Rotterdam > Sint-Niklaas)
- 1974 (Bic, una vittoria)

5ª tappa Critérium du Dauphiné Libéré (Grenoble > Gap)
- 1975 (Peugeot, una vittoria)

Grand Prix de Soissons

## Piazzamenti

### Grandi Giri
- Tour de France

1969: 66º
1970: 70º
1971: 44º
1972: ritirato
1973: 14º
1974: 28º
1975: ritirato
- Vuelta a España

1973: 12º